# Jóga-szútrák
A Jóga-szútrák című mű (szanszkrit: योगसूत्र) 196 ind szútrát tartalmaz. A jóga rendszerének az egyik fő, klasszikus és legeredetibb forrásszövege.
A szútra szó „fonalat", jelen vonatkozásban tehát „vezérfonalat" jelent. Így nevezték a régi Indiában azokat a tömör, rövidre fogott, sűrített tartalmú szövegeket, aforizmákat, amelyek nem ismertették kimerítően a tárgyat, hanem csak segédeszközül, irányításul és emlékeztetőül szolgáltak a tanító mesternek, a gurunak, amikor élőszóval oktatta tanítványait. A Jóga-szútrákat viszont éppen rendkívül tömör, sűrített volta miatt, nagyon nehéz helyesen tolmácsolni, éppen ezért sok jógában jártas mester kommentárja született meg hozzá. Ilyenek pl. Szvámí Vivékánanda, Szerdár Umrao-szingh Madzsithia kommentárjai.

## Keletkezése
A hagyomány szerint Patandzsali hindu bölcs írta, de a mű legfeljebb csak összefoglalás lehetett, mivel maga a tan és a rendszer már sok évszázaddal előbb ismert volt Indiában. Az indiai művek keletkezésének korát rendkívül nehéz megállapítani, könnyen tévedhetünk néhány évszázadot is, mert a régi hinduk nem törődtek az évszámadatokkal: ilyen értelemben még a történetírást is elhanyagolták. Általánosan elfogadott nézet szerint a mű minden bizonnyal Krisztus után jött létre, feltehetőleg 400 körül. 
Akárki írta le a Jóga-szútrákat, s akármikor keletkeztek ezek, annyi kétségtelen, hogy a jóga-tan már a Buddha születését megelőző időkben ismeretes volt Indiában és a buddhizmus is átvette. A Patandzsalinak tulajdonított szöveget csak a legutóbbi, vagy legmegfelelőbb összefoglalásnak lehet tekinteni. Az is bizonyos, hogy aki írta, az tökéletesen otthonos volt a Jóga minden ágazatában és személyes tapasztalatokon, átélésen keresztül tett szert ismereteire.

## Tartalma
Patandzsali a Jóga szútrában a jóga céljaként említi meg a mentális folyamatok lecsendesítését (csitta-vritti-niródha), amely a tartós meditáció (djána) és annak elmélyülésével a megvilágosodás (szamádhi) eléréséhez vezet. Ehhez be kell tartani a szabályokat (jama) és az ajánlásokat (nijama), amelyek szintén részei a nyolc tagból álló rendszernek. Patandzsáli jógáját rádzsa ("királyi") vagy ashtanga ("nyolc ágú") jógának is nevezik, megkülönböztetve ezzel az irányzatot a hatha jógától.
(1) Jama (megzabolázások, öt etikai szabály): 
erőszakmentesség, nem-ártás (ahimsza),
igazmondás és igazságosság (szatja),
a tulajdon tisztelete (asztéja),
önmegtartóztatás, önfegyelmezés (brahmacsarja),
a birtoklásmentesség (csak a létfenntartáshoz szükséges dolgok megtartása – aparigraha).
(2) Nijama (regulák, öt betartandó előírás): 
a (külső és belső) tisztaság (saucsa),
a megelégedettség (szantósa),
az önfegyelem (tapasz),
öntanulmányozás és önnevelés a szent iratok tanulmányozása által (szvádhjája),
Isten iránti teljes odaadás (Iśvara-praṇidhāna).
(3) Ászana: Különféle testhelyzetek, testtartások
(4) Pránájáma: A lélegzet, a prána irányítása (légzéstechnikák)
(5) Pratjahara ("Befelé tekintés"): melynek során a tudat, érzékek és az érzékelés tárgyai nem lépnek kapcsolatba egymással
(6) Dhárana ("Koncentráció"): A figyelem egyetlen dologra való összpontosítása
(7) Dhjána ("Meditáció") : a figyelem egy dolgon vagy folyamaton való tartása hosszú ideig
(8) Szamádhi: az elmélyedés, abszorpció, koncentráció (transz, az abszolút való megismerése)

## Felosztása
A mű négy részből áll.

### Első fejezet
Az első fejezet a Szamádhipáda, amely a különböző szamádhikkal foglalkozik, és 51 szútrából áll. Leírja a meditáció akadályait, az ötféle vrittit (gondolathullámot) és azok ellenőrzésük alá vonását, a háromféle vairágját (lemondást). Ísvara természetét, a szamádhihoz vezető különféle módszereket és azt, hogy milyen erények kialakításával érhetjük el az elme nyugalmát.

### Második fejezet
Ezt a fejezetet Szádhanapádának hívják és 55 szútrából áll. A krijá jógát fejti ki, azaz a tapaszt (önfegyelmet), a tanulmányokat,  Isten iránti teljes odaadást, az öt klésát (szenvedést) és azokat a módszereket, amelyekkel ezek a szamádhi útjában álló szenvedések megszüntethetők, a jamát, a nijamát és azok gyümölcsét, az ászana és pránájáma gyakorlását és azok hasznát, a pratjáhárát és annak előnyeit stb.

### Harmadik fejezet
Ez a rész a Vibhútipáda, amely 56 szútrából áll. A dháranával (koncentráció) és a dhjánával (meditáció) és a külső tárgyakra, az elmére, a belső csakrákra, és egyéb objektumokra irányított szanjama különböző fajtáival, s a különböző sziddhik (különleges, természetfeletti képességek) kifejlesztésével foglalkozik.

### Negyedik fejezet
E rész címe: Kaivaljapáda és a kaivalja vagy egyedülvalóság témáját tárgyalja. 34 szútrából áll. A tökéletességet elért jógi egyedülvalóságát vizsgálja, aki tökéletesen különbséget tud tenni a Prakriti (Természet) és a Purusa (Lélek) között, s aki elválasztotta magát a három gunától (minőségtől). Az elmével és az elme természetével is foglalkozik, de a dharma-mégha szamádhi leírása is ebben található.

## További anyag
- Jóga-szútrák